# 9. Panzer-Division (Wehrmacht)
La 9. Panzer-Division era una divisione corazzata della Wehrmacht che combatté durante la seconda guerra mondiale.
Creata a partire dalla 4. Leichte-Division (4ª divisione leggera), questa unità partecipò a numerose campagne militari, distinguendosi in azione e diventando la seconda unità più decorata dello Heer con 61 Croci di Cavaliere della Croce di Ferro, superata solo dalla 4. Panzer-Division.
Tra i suoi ufficiali si ricordano Karl Hanke, che prestò servizio nella divisione negli anni 1939-1940 diventando in seguito governatore della Bassa Sassonia nonché Reichsführer-SS nel 1945, Alfred von Hubicki, generalmajor nell'esercito austriaco prima dell'Anschluss, e Otto Ernst Remer, il quale contribuì al fallimento dell'attentato a Hitler del 20 luglio 1944 e che, una volta finita la guerra, fonderà il Partito Socialista del Reich di stampo neo-nazista.

## Storia

### Le origini con la 4. Leichte-Division
| Luogo                            | Periodo             |
| Germania                         | gen 1940 - mag 1940 |
| Paesi Bassi, Belgio e Francia    | mag 1940 - set 1941 |
| Polonia e Bulgaria               | set 1940 - apr 1941 |
| Balcani                          | apr 1941 - lug 1941 |
| Fronte orientale, settore sud    | lug 1941 - ott 1941 |
| Fronte orientale, settore centro | ott 1941 - set 1943 |
| Fronte orientale, settore sud    | set 1943 - mar 1944 |
| Francia                          | mar 1944 - set 1944 |
| Germania ovest                   | set 1944 - dic 1944 |
| Ardenne                          | dic 1944 - feb 1945 |
| Germania ovest                   | feb 1945 - apr 1945 |

Simbolo della 4. Leichte-Division

Il 1º aprile 1938 nacque a Vienna la 4. Leichte-Division (4ª divisione leggera) che prenderà parte nel marzo 1939 all'occupazione tedesca della Cecoslovacchia.

All'avvento della seconda guerra mondiale la divisione fu utilizzata nella campagna di Polonia in seno al XXII Corpo motorizzato di von Kleist, e nonostante fosse l'unità con il minor numero di carri armati (57 Panzer I e cinque Panzerbefehlswagen, carri comando disarmati, appartenenti al 33. Panzer-Abteilung, 33º battaglione corazzato) riuscì ugualmente a compiere una rapida avanzata verso i fiumi San e Bug.
Una volta che la Polonia si arrese la 4. Leichte-Division fu posta in riserva e il 25 ottobre venne rimpatriata per procedere, il 3 gennaio 1940, alla trasformazione nella nuova 9. Panzer-Division.

### La nuova divisione in Francia

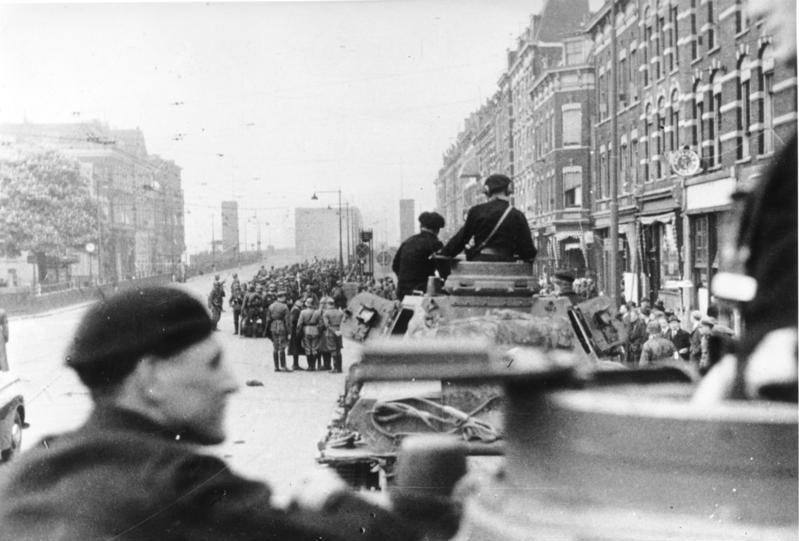
Carristi della 9ª Panzer a Rotterdam

Nel maggio 1940, questa volta sotto la 18ª Armata (generalmajor Erich Marcks) del XXIV Corpo motorizzato, la nuova 9. Panzer-Division iniziò la campagna di Francia invadendo i Paesi Bassi con 30 Panzer I, 54 Panzer II, 41 Panzer III, 16 Panzer IV e 12 carri comando. Partita dalla zona di Goch, l'avanzata della divisione tedesca toccò Dordrecht e Rotterdam, continuando verso il Belgio puntando su Anversa e Gand.
Dopo questa vittoriosa avanzata l'unità penetrò in territorio francese partecipando alla battaglia di Dunkerque, dopodiché il 13 giugno venne aggregata alla 6ª Armata di von Reichenau per iniziare l'operazione Rot, l'invasione totale della Francia. Dopo duri scontri nel settore di Amiens la 9ª Panzer riuscì a vincere la resistenza del nemico incalzandolo fino alla Senna e oltre il fiume Yonne, raggiungendo Lione al momento dell'armistizio, chiesto dal generale francese Weygand il 25 giugno 1940.

### Nei Balcani
La divisione non rimase a lungo in Francia e già nel luglio 1940 si trovava a Sankt Pölten, in Austria, dove il suo 33. Panzer-Regiment (33º reggimento corazzato) ricevette rinforzi.
A settembre l'unità venne spostata in Polonia e posta in organico alla 12ª Armata (in Austria faceva invece parte della 4ª Armata) del feldmaresciallo Wilhelm List con la quale, dopo un breve periodo passato in Romania come unità d'addestramento, raggiunse la Bulgaria il 12 marzo 1941.

Da qui circa un mese dopo la 9. Panzer-Division prese parte all'operazione Marita addentrandosi in territorio jugoslavo occupando Skopje e Debar, quindi diresse la sua attenzione alle truppe inglesi e greche presenti nello stato di Ioannis Metaxas: la resistenza offerta dai difensori non bastò ad arrestare l'avanzata della 9ª Panzer, che riuscì a respingere il nemico oltre Larissa partecipando in seguito alla vittoriosa occupazione di Atene.

### Al fronte orientale
Una volta terminate le operazioni in Grecia la divisione corazzata venne fatta convergere in Germania per un periodo di riposo e riorganizzazione in vista dell'operazione Barbarossa, l'invasione dell'Unione Sovietica.

Nel giugno 1941 la 9. Panzer-Division, forte di 8 Panzer I, 32 Panzer II, 71 Panzer III, 20 Panzer IV e 12 Panzerbefehlswagen, varcò il confine sovietico assegnata all'Heeresgruppe Süd (feldmaresciallo von Rundstedt) avanzando e conseguendo subito eccellenti risultati a Ternopil', nella battaglia di Uman' e in quella di Kiev. A settembre venne trasferita all'Heeresgruppe Mitte per marciare in direzione di Mosca, ma le piogge e il fango autunnale rallentarono i movimenti dei carri armati che si bloccarono a circa 50 km dal Cremlino di Mosca. a causa della resistenza nemica, dopo aver preso però la cittadina di Kursk.

La battaglia di Mosca spinse indietro le forze della Wehrmacht, ma la 9ª Panzer riuscì a resistere fino al giugno 1942 a est di Ščigry, muovendo nello stesso mese a Voronež dove le sue esauste truppe ricevettero rinforzi che portarono i carri utilizzabili dalla divisione a 22 Panzer II, 99 Panzer III, 21 Panzer IV e 2 carri comando. Fino alla fine dell'anno la divisione combatté sulla difensiva nei dintorni della città e vicino a Ržev, riposandosi solo dall'8 ottobre al 15 novembre 1942, quando venne temporaneamente ritirata dal fronte.
Ad aprile 1943 la divisione si trovava a Orël dove rimase fino a luglio impegnandosi poi nella battaglia di Kursk con la 9ª Armata del XXXXVII. Corpo corazzato. Dopo la sconfitta gli uomini e i carri armati affrontarono duri scontri a Donec'k e Zaporižžja, continuando ad arretrare sino a Kremenčuk, raggiunta nell'ottobre 1943.

I continui scontri decimarono le file della 9. Panzer-Division, carente ora di artiglieria, uomini e carri armati (ne erano rimasti circa trenta), ma le necessità di guerra imposero all'unità di battersi ancora, da gennaio a marzo 1944, a Nikopol', Kryvyj Rih e Odessa (sotto la 6ª Armata).

### Dallo sbarco in Normandia a Brno

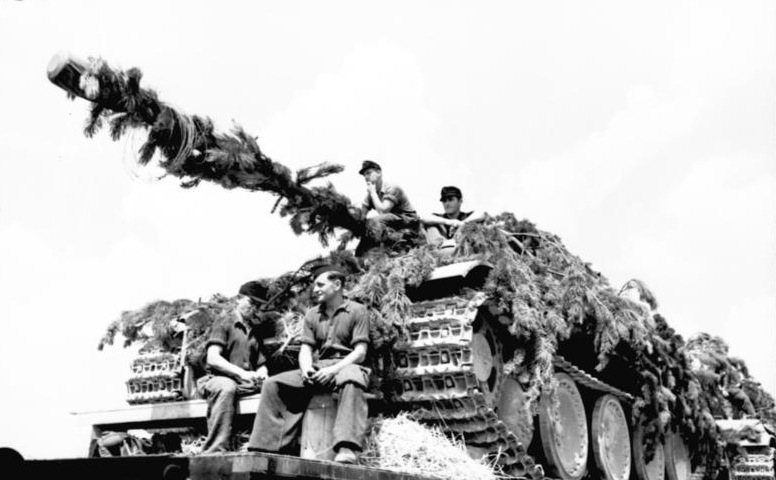
Un Panzer V Panther della 9. Panzer-Division viene trasportato via treno al fronte occidentale

Nell'aprile 1944 i resti della provata divisione corazzata vennero inviati a Nîmes, in Francia, per un periodo di riposo durante il quale assorbì rinforzi provenienti dalla 155. Reserve-Panzer-Division (155ª divisione corazzata della riserva). che portarono a circa 13.000. gli effettivi a disposizione del generalmajor Erwin Jollasse, comandante della divisione in quel periodo.
Al momento dello sbarco in Normandia l'unità si trovava ad Avignone; all'inizio di agosto venne trasferita precipitosamente verso il fronte dopo il crollo delle difese tedesche a seguito dell'operazione Cobra. La divisione corazzata entrò in combattimento il 10 agosto presso Alençon e Argentan dove venne sorpresa dalla 2e division blindée francese e subì gravi perdite di uomini e mezzi senza riuscire a fermare l'avanzata nemica. Uscita quasi distrutta da questi scontri, la 9. Panzer-Division dovette essere ritirata dalla prima linea e rimase coinvolta nella sacca di Falaise da dove, nella terza settimana di agosto, i superstiti riuscirono a sfuggire dopo aver perso tutto il loro materiale pesante.
In precedenza, più precisamente il 12 giugno 1944, il kampfgruppe Unger (gruppo di battaglia Unger, dal nome del comandante e appartenente alla 9ª Panzer ma rimasto provvisoriamente nella Vaucluse) si macchiò di un crimine di guerra uccidendo, insieme a reparti di terra della Luftwaffe e della divisione Brandenburg, 53 persone (di cui 26 civili) a Valréas.

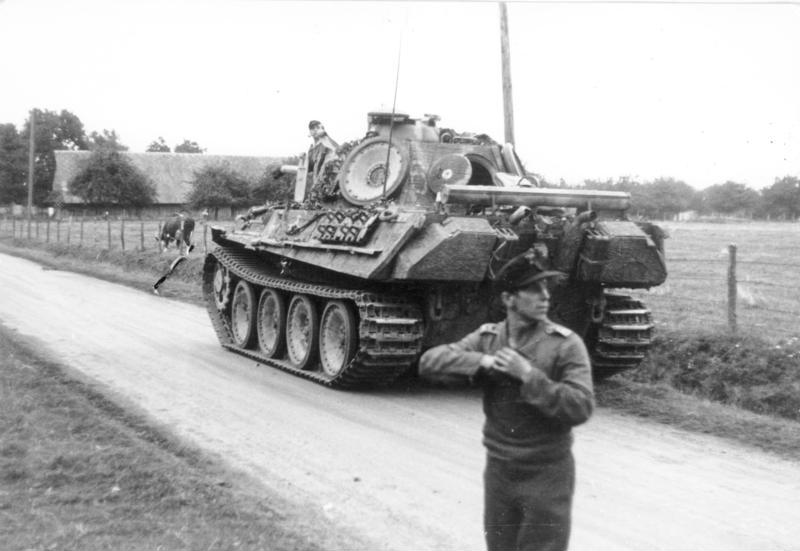
21 giugno 1944, Normandia: elementi della 9. Panzer-Division

I pochi che scamparono alla cattura (si parla di una dozzina di carri armati). si radunarono al confine tra Francia, Germania e Lussemburgo per ritornare subito in azione ad est di Thionville aiutati dalla 116. Panzer-Division, in seno alla 5ª Armata corazzata (SS-Oberst-Gruppenführer Josef Dietrich) prima e alla 7ª Armata dopo (general der Panzertruppe Erich Brandenberger) con cui affrontò gli Alleati a Stolberg e Monschau, registrando ancora una volta ingenti perdite che la obbligarono ad un periodo di riposo presso Aquisgrana.
Alla fine di settembre, a Xanten, la 9. Panzer-Division aggregò il 2105. Panzer-Abteilung montato su carri Panzer V Panther e la 105. Panzer-Brigade (105ª brigata corazzata), quindi venne inviata in ottobre ad Arnhem, Nimega e Venlo per contrastare le truppe britanniche, dopodiché il 15 dicembre si concretizzarono nuovi rinforzi provenienti dal 301. Panzer-Abteilung (Fkl.) (301º battaglione carri radiocomandati) composto da 12 Panzer VI Tiger I. L'offensiva delle Ardenne, l'ultimo contrattacco della Wehrmacht sul fronte occidentale, iniziò il 16 dicembre e la 9. Panzer-Division vi prese parte: i suoi uomini e mezzi, di nuovo sotto la 5ª Armata corazzata, avanzarono fino a Rochefort prima di fermarsi a causa della penuria di carburante, ma non riuscirono a mantenere le posizioni e ripiegarono presto alle posizioni di partenza.
Nel primo mese del 1945 la divisione combatté con gli ultimi 29 carri rimasti. nell'Eifel, arretrando fino al Reno con la 15ª Armata dove cercò inutilmente di difendere il ponte di Remagen, rimasto incidentalmente intatto e quindi percorribile dagli americani, la città di Bad Honnef e Colonia. La ferocia degli scontrì non risparmiò minimamente la 9ª Panzer: le rimanevano infatti circa 600 uomini e 15 mezzi corazzati, inoltre perì anche Harald von Elverfeldt, il comandante della divisione. In aprile i superstiti vennero intrappolati nella sacca della Ruhr.

Un kampfgruppe riuscì abilmente a non cadere prigioniero degli americani e si fece strada fino a Lippstadt, dove venne reintegrato nella 5ª Armata corazzata. Resistette fino al 21 aprile mentre si trovava nella foresta dell'Harz; il resto della divisione capitolò nella Ruhr cinque giorni più tardi.

## Ordine di battaglia
maggio - agosto 1940: campagna di Francia
- Stab (Quartier generale)
- 33. Panzer-Regiment (33º reggimento corazzato)
  - Panzer-Abteilung I (1º battaglione corazzato)
  - Panzer-Abteilung II
- 9. Schützen Brigade (9ª brigata di fanteria meccanizzata)
  - 10. Schützen-Regiment
  - 11. Schützen-Regiment
  - 59. Kradschützen-Bataillon (59º battaglione motociclisti) - dall'agosto 1940
- 701. Schwere-Infanterie-Geschütz-Kompanie (701ª compagnia pesante di cannoni da fanteria) - fino al febbraio 1942
- 102. Artillerie-Regiment (102º reggimento di artiglieria)
  - Artillerie-Abteilung I
  - Artillerie-Abteilung II
  - Artillerie-Abteilung III
- 9. Aufklärungs-Bataillon (9º battaglione da ricognizione)
- 50. Panzerjäger-Abteilung (50º battaglione cacciacarri)
- 86. Pionier-Bataillon (86º battaglione del genio militare)
- 85. Nachrichten-Abteilung (85º battaglione trasmissioni)
- 60. Versorgungstruppen (unità di supporto)

1943: fronte orientale.
- Stab
- 33. Panzer-Regiment
  - Panzer-Abteilung I
- 10. Panzergrenadier-Regiment (10º reggimento panzergrenadier)
  - Panzergrenadier-Bataillon I
  - Panzergrenadier-Bataillon II
- 11. Panzergrenadier-Regiment
  - Panzergrenadier-Bataillon I
  - Panzergrenadier-Bataillon II
- 102. Panzer-Artillerie-Regiment (102º reggimento di artiglieria corazzato)
- 9. Panzer-Aufklärungs-Abteilung
- 287. Heeres-Flak-Artillerie-Abteilung (287º distaccamento FlaK dell'esercito)
- 50. Panzerjäger-Abteilung
- 86. Panzer-Pionier-Bataillon
- 85. Panzer-Nachrichten-Abteilung
- 60. Panzer-Versorgungstruppen

## Decorazioni
Il valore che la divisione espresse nelle numerose battaglie affrontate è dimostrato dall'elevato numero di medaglie assegnate ai suoi membri: uno di loro venne insiginito della Spilla per il combattimento corpo a corpo in oro, 130 ricevettero la Croce Tedesca in oro e due quella d'argento, 53 furono insigniti della Spilla d'Onore dell'Esercito e 61 si videro appuntare la Croce di Cavaliere della Croce di Ferro, delle quali quattro con Fronde di Quercia e una con Fronde di Quercia e Spade.

## Comandanti

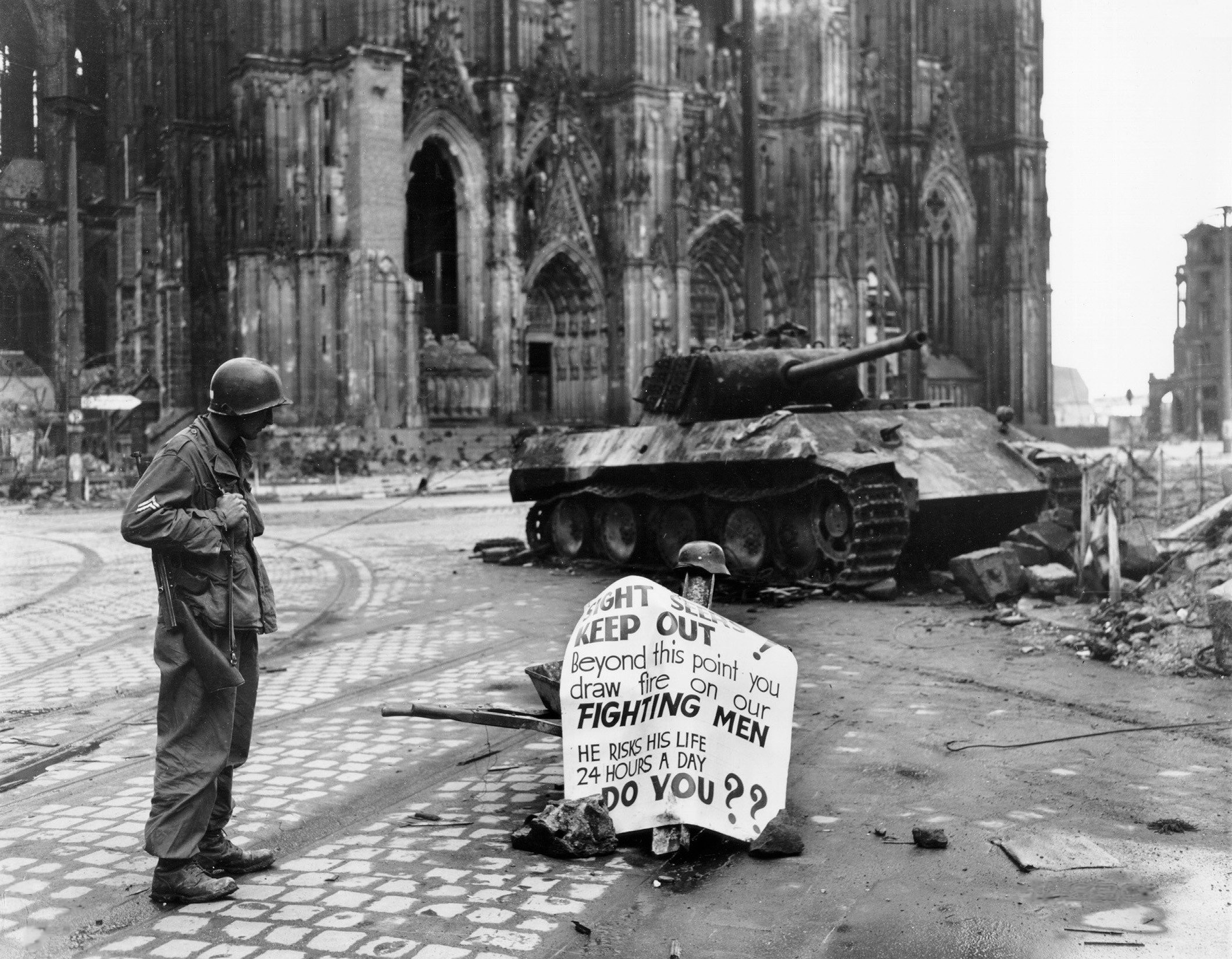
Aprile 1945: Panther Ausf. A del 33. Panzer-Regiment distrutto a Colonia

| Nome                             | Grado           | Inizio            | Fine              | Note                                                |
| Alfred von Hubicki               | Generalmajor    | 3 gennaio 1940    | 1º agosto 1940    |                                                     |
| Alfred von Hubicki               | Generalleutnant | 1º agosto 1940    | 15 aprile 1942    |                                                     |
| Johannes Baeßler                 | Generalmajor    | 15 aprile 1942    | 26 luglio 1942    |                                                     |
| Heinrich-Hermann von Hülsen      | Oberst          | 27 luglio 1942    | 28 luglio 1942    |                                                     |
| Walter Scheller                  | Generalleutnant | 28 luglio 1942    | 20 luglio 1943    |                                                     |
| Erwin Jollasse                   | Oberst          | 22 luglio 1943    | 30 settembre 1943 |                                                     |
| Erwin Jollasse                   | Generalmajor    | 1º ottobre 1943   | 20 ottobre 1943   | ferito gravemente per una caduta il 21 ottobre 1943 |
| Johannes Schulz                  | Generalmajor    | 21 ottobre 1943   | 27 novembre 1943  | caduto in azione                                    |
| Max Sperling                     | Oberst          | 27 novembre 1943  | 28 novembre 1943  |                                                     |
| Walter Bömers                    | Oberst          | 1º dicembre 1943  | 7 gennaio 1944    |                                                     |
| Erwin Jollasse                   | Generalmajor    | 8 gennaio 1944    | 19 marzo 1944     | ricoverato il 12 marzo 1944                         |
| Clemens Betzel                   | Oberst          | 20 marzo 1944     | 1º maggio 1944    |                                                     |
| Erwin Jollasse                   | generalmajor    | 17 maggio 1944    | 15 agosto 1944    | ricoverato il 12 agosto 1944                        |
| Max Sperling                     | Oberst          | 15 agosto 1944    | 1º settembre 1944 |                                                     |
| Max Sperling                     | Generalmajor    | 1º settembre 1944 | 16 settembre 1944 |                                                     |
| Harald von Elverfeldt            | Generalmajor    | 21 settembre 1944 | 28 dicembre 1944  | ferito durante un attacco aereo                     |
| Friedrich Wilhelm von Mellenthin | Generalmajor    | 28 dicembre 1944  | febbraio 1945     |                                                     |
| Harald von Elverfeldt            | Generalleutnant | febbraio 1945     | 6 marzo 1945      | caduto nei combattimenti di strada a Colonia        |
| Helmut Zollenkopf                | Oberst          | 6 marzo 1945      | 26 aprile 1945    |                                                     |

Dati tratti da: